# Pacific Tri Nations 1999
El Pacific Tri Nations de 1999 fue la 17.ª edición del torneo de selecciones de rugby del Pacífico.

## Equipos participantes
- Selección de rugby de Fiyi (Flying Fijians)
- Selección de rugby de Samoa (Manu Samoa)
- Selección de rugby de Tonga (ʻIkale Tahi)

## Posiciones
| Pos. | Equipo | Encuentros | Encuentros | Encuentros | Encuentros | Tantos  | Tantos    | Tantos     | Puntos Bonus | Puntos Totales |
| Pos. | Equipo | jugados    | ganados    | empatados  | perdidos   | a favor | en contra | diferencia | Puntos Bonus | Puntos Totales |
| ---- | ------ | ---------- | ---------- | ---------- | ---------- | ------- | --------- | ---------- | ------------ | -------------- |
| 1    | Samoa  | 2          | 1          | 1          | 0          | 33      | 21        | + 12       | 0            | 6              |
| 2    | Fiyi   | 2          | 1          | 0          | 1          | 54      | 64        | - 10       | 1            | 5              |
| 3    | Tonga  | 2          | 0          | 1          | 1          | 43      | 45        | - 2        | 2            | 4              |

Nota: Se otorgan 4 puntos al equipo que gane un partido y 2 al que empate
Puntos Bonus: 1 punto por convertir 4 tries o más en un partido y 1 al equipo que pierda por no más de 7 tantos de diferencia
|  | Campeón |

## Resultados
| 5 de junio | Samoa | 6 - 6 | Tonga |  |  |

| 26 de junio | Tonga | 37 - 39 | Fiyi |  |  |

| 3 de julio | Fiyi | 15 - 27 | Samoa |  |  |